# Copa Titano
La Copa Titano (en italiano: Coppa Titano) también llamada Copa de San Marino, es la competición futbolística más antigua que se disputa en San Marino, debe su nombre al Monte Titano donde se ubica el país. La primera edición data desde 1936 pero no se disputó sin interrupciones hasta los años sesenta.
El equipo campeón obtiene la clasificación a la primera ronda de clasificación de la Liga de Campeones de la UEFA y a la Supercopa de San Marino que juega contra el campeón de la liga de San Marino. El equipo más ganador es la AC Libertas con 11 títulos.

## Palmarés

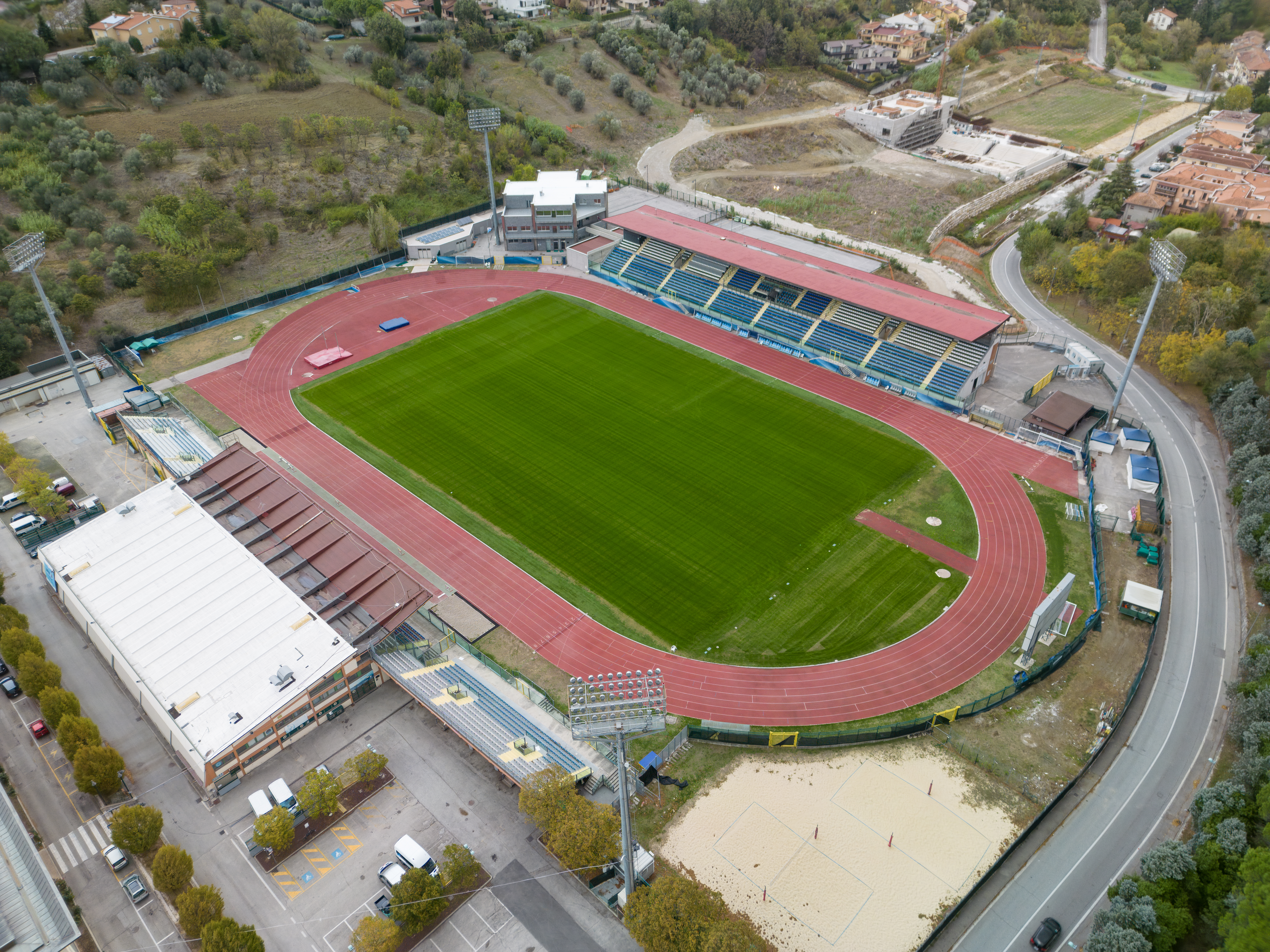
Estadio Olímpico de San Marino, recinto donde se disputa la final de la Coppa Titano.

| Temporada | Campeón                                      | Resultado                                    | Finalista                                    |
| --------- | -------------------------------------------- | -------------------------------------------- | -------------------------------------------- |
| 1936      | SP Libertas                                  |                                              |                                              |
| 1937-1949 | Ediciones no disputadas                      | Ediciones no disputadas                      | Ediciones no disputadas                      |
| 1950      | SP Libertas                                  |                                              |                                              |
| 1951-1953 | Ediciones no disputadas                      | Ediciones no disputadas                      | Ediciones no disputadas                      |
| 1954      | SP Libertas                                  |                                              |                                              |
| 1955-1957 | Ediciones no disputadas                      | Ediciones no disputadas                      | Ediciones no disputadas                      |
| 1958      | SP Libertas                                  |                                              |                                              |
| 1959      | SP Libertas                                  |                                              |                                              |
| 1960      | Edición no disputada                         | Edición no disputada                         | Edición no disputada                         |
| 1961      | SP Libertas                                  |                                              |                                              |
| 1962-1964 | Ediciones no disputadas                      | Ediciones no disputadas                      | Ediciones no disputadas                      |
| 1965      | SS Juvenes                                   |                                              |                                              |
| 1966      | SP Tre Fiori                                 |                                              |                                              |
| 1967      | SP Tre Penne                                 |                                              |                                              |
| 1968      | SS Juvenes                                   |                                              |                                              |
| 1969      | abandonado por incidentes                    | abandonado por incidentes                    | abandonado por incidentes                    |
| 1970      | SP Tre Penne                                 |                                              |                                              |
| 1971      | SP Tre Fiori                                 |                                              |                                              |
| 1972      | FC Domagnano                                 |                                              |                                              |
| 1973      | abandonado por incidentes                    | abandonado por incidentes                    | abandonado por incidentes                    |
| 1974      | SP Tre Fiori                                 |                                              |                                              |
| 1975      | SP Tre Fiori                                 |                                              |                                              |
| 1976      | SS Juvenes                                   |                                              |                                              |
| 1977      | GS Dogana                                    |                                              |                                              |
| 1978      | SS Juvenes                                   |                                              |                                              |
| 1979      | GS Dogana                                    |                                              |                                              |
| 1980      | SS Cosmos                                    |                                              |                                              |
| 1981      | SS Cosmos                                    |                                              |                                              |
| 1982      | SP Tre Penne                                 |                                              |                                              |
| 1983      | SP Tre Penne                                 |                                              |                                              |
| 1984      | SS Juvenes                                   |                                              |                                              |
| 1985      | SP Tre Fiori                                 |                                              |                                              |
| 1986      | SP La Fiorita                                | 6 - 1                                        | SP Tre Fiori                                 |
| 1987      | SP Libertas                                  | 0 - 0 (5–3 pen.)                             | SP Tre Penne                                 |
| 1988      | FC Domagnano                                 | 2 - 1                                        | SP La Fiorita                                |
| 1989      | SP Libertas                                  | 2 - 0                                        | SP La Fiorita                                |
| 1990      | FC Domagnano                                 | 2 - 0                                        | SS Juvenes                                   |
| 1990-91   | SP Libertas                                  | 2 - 0                                        | SC Faetano                                   |
| 1991-92   | FC Domagnano                                 | 1 - 1 (4–2 pen.)                             | SP Tre Fiori                                 |
| 1992-93   | SC Faetano                                   | 1 - 0                                        | SP Libertas                                  |
| 1993-94   | SC Faetano                                   | 3 - 1                                        | SS Folgore/Falciano                          |
| 1994-95   | SS Cosmos                                    | 0 - 0 (3–1 pen.)                             | SC Faetano                                   |
| 1995-96   | FC Domagnano                                 | 2 - 0                                        | SS Cosmos                                    |
| 1996-97   | SS Murata                                    | 2 - 0                                        | SS Virtus                                    |
| 1997-98   | SC Faetano                                   | 4 - 1                                        | SS Cosmos                                    |
| 1998-99   | SS Cosmos                                    | 5 - 1                                        | FC Domagnano                                 |
| 1999-00   | SP Tre Penne                                 | 3 - 1                                        | SS Folgore/Falciano                          |
| 2000-01   | FC Domagnano                                 | 1 - 0                                        | SP Tre Fiori                                 |
| 2001-02   | FC Domagnano                                 | 6 - 1                                        | SP Cailungo                                  |
| 2002-03   | FC Domagnano                                 | 1 - 0                                        | SS Pennarossa                                |
| 2003-04   | SS Pennarossa                                | 3 - 0                                        | FC Domagnano                                 |
| 2004-05   | SS Pennarossa                                | 4 - 1                                        | SP Tre Penne                                 |
| 2005-06   | SP Libertas                                  | 4 - 1                                        | SP Tre Penne                                 |
| 2006-07   | SS Murata                                    | 2 - 1                                        | AC Libertas                                  |
| 2007-08   | SS Murata                                    | 1 - 0                                        | AC Juvenes/Dogana                            |
| 2008-09   | AC Juvenes/Dogana                            | 2 - 1                                        | FC Domagnano                                 |
| 2009-10   | SP Tre Fiori                                 | 2 - 1                                        | SP Tre Penne                                 |
| 2010-11   | AC Juvenes/Dogana                            | 4 - 1                                        | SS Virtus                                    |
| 2011-12   | SP La Fiorita                                | 3 - 2                                        | SS Pennarossa                                |
| 2012-13   | SP La Fiorita                                | 1 - 0                                        | SS San Giovanni                              |
| 2013-14   | AC Libertas                                  | 2 - 0                                        | SC Faetano                                   |
| 2014-15   | SS Folgore/Falciano                          | 5 - 0                                        | SS Murata                                    |
| 2015-16   | SP La Fiorita                                | 2 - 0                                        | SS Pennarossa                                |
| 2016-17   | SP Tre Penne                                 | 2 - 0                                        | SP La Fiorita                                |
| 2017-18   | SP La Fiorita                                | 3 - 2                                        | SP Tre Penne                                 |
| 2018-19   | SP Tre Fiori                                 | 1 - 0                                        | SS Folgore/Falciano                          |
| 2019-20   | Abandonado debido a la Pandemia del COVID-19 | Abandonado debido a la Pandemia del COVID-19 | Abandonado debido a la Pandemia del COVID-19 |
| 2020-21   | SP La Fiorita                                | 0 - 0 (10–9 pen.)                            | SP Tre Fiori                                 |
| 2021-22   | SP Tre Fiori                                 | 3 - 1                                        | SS Folgore/Falciano                          |
| 2022-23   | AC Virtus                                    | 3 - 1                                        | SP Tre Penne                                 |
| 2023-24   | SP La Fiorita                                | 0 - 0 (4–2 pen.)                             | AC Virtus                                    |
| 2024-25   | AC Virtus                                    | 1 - 0                                        | SP Tre Fiori                                 |

## Títulos por club
| Club                  | Títulos | Años campeón                                                     |
| --------------------- | ------- | ---------------------------------------------------------------- |
| AC Libertas           | 11      | 1936, 1950, 1954, 1958, 1959, 1961, 1987, 1989, 1991, 2006, 2014 |
| AC Juvenes/Dogana (*) | 9       | 1965, 1968, 1976, 1977, 1978, 1979, 1984, 2009, 2011             |
| FC Domagnano          | 8       | 1972, 1988, 1990, 1992, 1996, 2001, 2002, 2003                   |
| SP Tre Fiori          | 8       | 1966, 1971, 1974, 1975, 1985, 2010, 2019, 2022                   |
| SP La Fiorita         | 7       | 1986, 2012, 2013, 2016, 2018, 2021, 2024                         |
| SP Tre Penne          | 6       | 1967, 1970, 1982, 1983, 2000, 2017                               |
| SS Cosmos             | 4       | 1980, 1981, 1995, 1999                                           |
| SC Faetano            | 3       | 1993, 1994, 1998                                                 |
| SS Murata             | 3       | 1997, 2007, 2008                                                 |
| SS Pennarossa         | 2       | 2004, 2005                                                       |
| AC Virtus             | 2       | 2023, 2025                                                       |
| SS Folgore/Falciano   | 1       | 2015                                                             |

- (*) AC Juvenes/Dogana (incluye al SS Juvenes y GS Dogana)